# Стефан Берґлер
Стефан Берглер (бл. 1680—1746) був трансільванським саксонським класичним дослідником, науковим редактором та антикваром.

## Життєпис
Народившись у Кронштадті (Трансільванія), він навчався в Лейпцизькому університеті, після чого переїхав до Амстердама, де редагував праці Гомера та Ономастикон Юлія Поллукса. Згодом у Гамбурзі він допомагав великому бібліографу Йогану Альберту Фабріцію у створенні його «Бібліотеки Греції» та видання «Секста Емпірика».
Він знайшов постійну посаду в Бухаресті секретарем князя Валахії Миколи Маврокордатоса, чию працю «Περὶ τῶν καθηκόντων» (De Officiis) він раніше переклав для Фріча, лейпцизького книготорговця, у якого він працював коректором та літературним редактором. У бібліотеці Маврокордатоса Берглер знайшов вступ і перші три розділи «Demonstratio Evangelica» Євсевія. Окрім написання численних статей для лейпцизького «Acta Eruditorum», Берглер редагував «Editio princeps» візантійського історіографа Генезія (1733) та листи Алкіфрона (1715), які містили 75 листів, опублікованих вперше.
Він помер у Бухаресті та був похований коштом свого покровителя. За іншим свідченням, після смерті свого покровителя в 1730 році, Берглер, опинившись без засобів, виїхав до Стамбула і помер там приблизно в 1740 році. Кажуть, що він прийняв іслам — це повідомлення, ймовірно, було помилкою через безперечний факт, що він прийняв римо-католицизм. Його видання «Арістофана» було опубліковано після його смерті видавництвом «Молодший бірманський» у 1760 році.
«Енциклопедія Британіка» (11-те видання) характеризує життя Берглера як «дике та безладне» і каже, що він нажив собі ворогів через свої нібито цинічні манери.